# Humanae salutis
Humanae salutis es una bula en forma de Constitución apostólica publicada por Juan XXIII el 25 de diciembre de 1961 por la que convoca oficialmente el Concilio Vaticano II.     
Los períodos de antepreparación y preparación del concilio se habían realizado en secreto tras el anuncio que el papa había hecho a los cardenales en un consistorio también secreto. La noticia se había filtrado a la prensa, pero los preparativos posteriores (consultas a los obispos, formación de las comisiones preparatorias y elaboración de propuestas de esquemas) se habían ido desarrollando con discreción. Entonces Juan XXIII anuncia y convoca el concilio.
La situación difícil del mundo unido a la vitalidad de la Iglesia son el contexto que el Papa ofrece para la celebración del Concilio. Menciona que se trata de una iniciativa personal:

acogiendo como venida de lo alto una voz íntima de nuestro espíritu, hemos juzgado que los tiempos estaban ya maduros para ofrecer a la Iglesia católica y al mundo el nuevo don de un Concilio ecuménico
n. 6

La mención a un «nuevo» concilio apaga las opiniones de algunos que pensaban en la continuación del Concilio Vaticano I que había sido suspendido, se suponía que temporalmente.
Juan XXIII además recuerda los pasos dados hasta entonces para la preparación del concilio y anuncia solemnemente:

Después de oír el parecer de nuestros hermanos los Cardenales de la S. I. R., con la autoridad de nuestro Señor Jesucristo, de los santos apóstoles Pedro y Pablo, y nuestra, publicamos, anunciamos y convocamos, para el próximo año 1962, el sagrado Concilio ecuménico y universal Vaticano II, el cual se celebrará en la Patriarcal Basílica Vaticana, en días que se fijarán según la oportunidad que la divina Providencia se dignara depararnos.
n. 18

Invita a todos los cardenales, patriarcas y obispos a participar.